# Gustav Adam von Nolcken

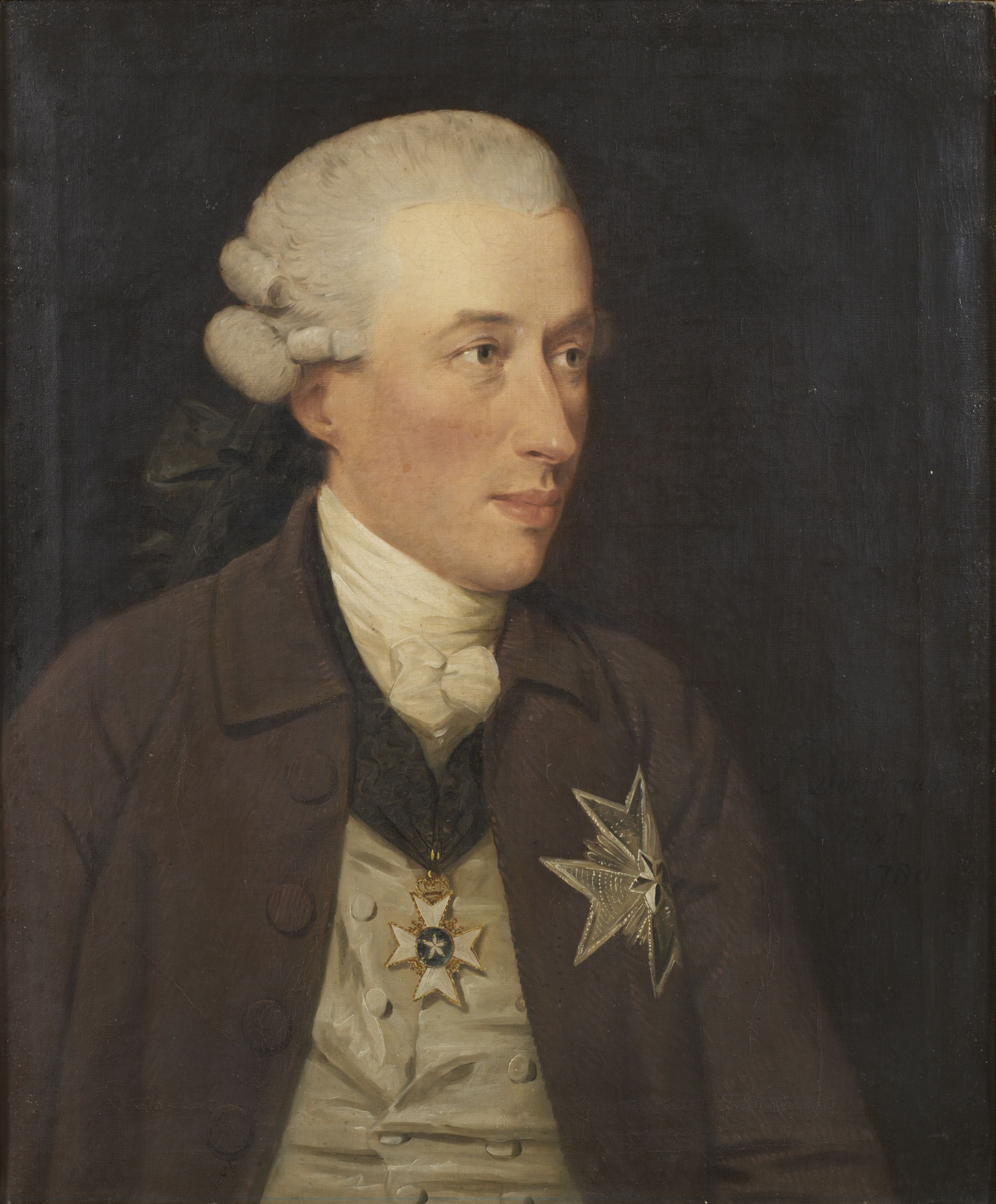
Baron Gustav Adam von Nolcken

Gustav Adam von Nolcken (schwedisch: Gustaf Adam von Nolcken, * 17. September 1733 in Stralsund; † 16. September 1812 in London) war ein deutsch-baltischer Adelsmann und diente der schwedischen Krone als Diplomat.

## Leben
Gustav Adam übernahm 1750 zunächst eine Stellung als Sachbearbeiter für auswärtige Angelegenheiten und wurde im selben Jahr zum Kanzleimitarbeiter berufen. Im Jahre 1754 trat er das Amt eines königlichen Hofjunkers an. Danach trat er seine erste auswärtige Mission als Kommissionssekretär in Berlin an und wurde 1757 in das schwedische Büro für auswärtige Angelegenheiten versetzt. 1761 übernahm er die Position eines Botschaftssekretärs in Augsburg. 1763 wurde er zum Kammerherren an den schwedischen Königshof berufen und übernahm noch im selben Jahr das Amt eines Sonderbotschafters in London. 1773 wurde er mit dem Nordstern-Orden (Kommandeur) dekoriert. 1793 lehnte er die Ernennung zum Präsidenten des schwedischen Berufungsgerichts ab und blieb bis zu seinem Tod in London.

## Familie

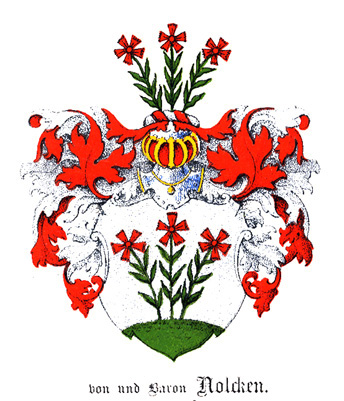
Stammwappen derer von Nolcken

Die Adelsfamilie der von Nolcken war deutsch-baltischer Herkunft. Sie lebte in Livland und auf der Insel Ösel. Dort verfügte sie über mehrere Landgüter und hatte einen erheblichen politischen Einfluss. Sein Vater Erich Matthias von Nolcken (1694–1755), sowie sein jüngerer Bruder Johann Friedrich von Nolcken (1737–1809) waren ebenfalls schwedische Diplomaten. Gustav Adam war in erster Ehe mit Mary Roche (* 1744) und in zweiter Ehe mit der Hofdame Mary Adelaide Fermoy of Fermoy verheiratet. Aus der ersten Ehe erwuchsen die zwei Söhne Gustav und Georg von Nolcken, sie blieben in Großbritannien. Georgs Taufpate war König Georg III. (1738–1820).